# 天龍寺 (新宿区)
天龍寺（てんりゅうじ、天竜寺とも）は、東京都新宿区新宿四丁目にある曹洞宗の寺院。山号は護本山。
かつては牛込付近にあり、上野の寛永寺が江戸城の鬼門鎮護の役割をしていたのに対し、天龍寺は裏鬼門鎮護の役割を帯びていた。天和3年（1683年）に現在地へ移転した。新宿四丁目交差点の近くにあり、繁華街の只中で周囲をビルに囲まれた寺院である。

## 歴史
天龍寺の前身は遠江国にあった法泉寺とされる。法泉寺は徳川家康の側室である西郷局（於愛の方）の父、戸塚忠春（戸田忠春とも伝わる）の菩提寺であった。西郷局が後に江戸幕府第2代将軍となる徳川秀忠を産んだことから、家康の江戸入府に際し遠江国から現在の牛込納戸町・細工町付近に移された。同時に名を天龍寺と改めたが、これは法泉寺の近くを流れていた天竜川に由来する。天和の大火により焼失し、現在地へ移転した。江戸三名鐘の一つとされる梵鐘、「時の鐘」が現存し、大晦日には除夜の鐘でその音色を聞くことが出来る。
渋谷川（穏田川）の源流のひとつであり、かつては境内に池があった（2011年現在も地下水が豊富である）。

## 文化財

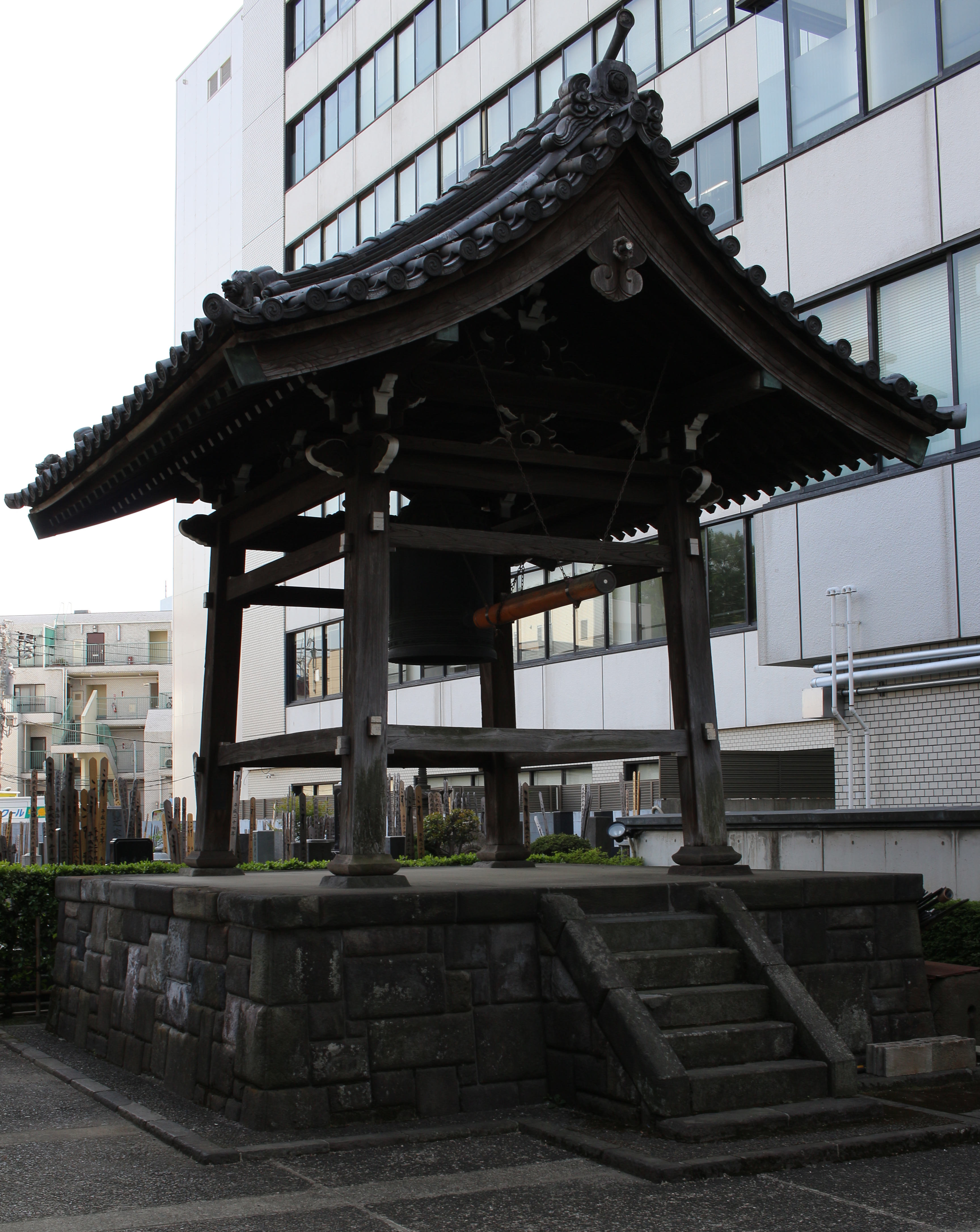
天龍寺の時の鐘

### 天龍寺の時の鐘
新宿区指定有形文化財（工芸品）。
元禄13年（1700年）、第5代将軍徳川綱吉の側用人として重用された牧野成貞により寄進された「時の鐘」。現在の梵鐘は3代目で、明和4年（1767年）の鋳造である。寛永寺・市谷亀岡八幡宮の鐘と並び江戸三名鐘と称された。
江戸の外れに存在したため、通常より早く鐘を鳴らし、内藤新宿で遊行する人々に「追出しの鐘」と呼ばれたという。

### 天龍寺のやぐら時計
新宿区指定有形文化財（工芸品）。
鐘を突く時刻を知るため、牧野成貞により同時期に寄進されたという時計。やぐら型の台に載せられており、上部には鐘、下部には歯車を回すための錘がある。時計の文字盤は明治以降の改修により24時間制のものとなっている。

## 交通
- 新宿駅新南口より徒歩3分。
- 新宿三丁目駅より徒歩3分。

## 天龍寺裏
- 天龍寺の裏（再開発まではこちら側に山門があった）は、江戸時代非人が集住し、維新後も昭和40年代ごろまで簡易宿泊所などの木賃宿が立ち並ぶ一帯であった。現在も安アパートが建ち並ぶなどの名残が見られる。